# تشارلز أرنت
تشارلز أرنت (بالإنجليزية: Charles Arnt)‏ مواليد 20 أغسطس 1906 في ميشيغان سيتي، الولايات المتحدة - الوفاة 6 أغسطس 1990 في الولايات المتحدة، هو ممثل أمريكي بدأ مسيرته الفنية سنة 1933. ظهر في قرابة 120 فلما. امتدت مسيرته الفنية لأكثر من 29 عاما. من أعماله هنا قلبي ومستعد للحب.

## روابط خارجية
- تشارلز أرنت على موقع IMDb (الإنجليزية)
- تشارلز أرنت على موقع ألو سيني (الفرنسية)
- تشارلز أرنت على موقع أول موفي (الإنجليزية)
- تشارلز أرنت على موقع قاعدة بيانات برودواي على الإنترنت (الإنجليزية)
- تشارلز أرنت على موقع قاعدة بيانات الأفلام السويدية (السويدية)
- تشارلز أرنت على موقع إن إن دي بي (الإنجليزية)
- تشارلز أرنت على موقع قاعدة بيانات الفيلم (الإنجليزية)
- تشارلز أرنت على موقع كينوبويسك (الروسية)